# 조선성악연구회
조선성악연구회(朝鮮聲樂硏究會)는 대한민국의 창극 극단이다. 
1933년 순천 부호 김종익(金鐘益)의 재정 후원으로 송만갑·이동백·정정렬 외 쟁쟁한 명창들이 지금의 서울 익선동에 한식 가옥을 사들여 회관으로 삼으며 조선 성악을 보존·지도하였다. 